# Rouslan Strelets
Rouslan Strelets, (ukrainien : Стрілець Руслан Олександрович), né le 30 juin 1984 à Dnipropetrovsk, est un fonctionnaire et homme politique ukrainien.

## Biographie
Il est né le 30 juin 1984 à Dnipro.
Il fait des études supérieures à l'Université nationale Oles-Hontchar de Dnipro en 2006 en économie, en 2011 à l'université d'Etat des affaires de Dnipro en droit. En 2016 il est diplômé en écologie et protection de l'environnement de l'université du Dniepr en génie civil.
Il fut fonctionnaire du gouvernement régional de Dnipropetrovk entre 2007 et 2015 et est directeur du service de l'écologie du gouvernement régional de 2015 à 2019. Année ou il entre au gouvernement national de l'Ukraine.
Il est un ministre du Gouvernement Chmyhal. Depuis 2020 il est membre du Conseil de défense et de sécurité nationale d'Ukraine.